# Balsby
Balsby är en tätort i Kristianstads kommun i Skåne län, belägen cirka sex kilometer norr om Kristianstad, vid Råbelövssjöns sydöstra strand.
Balsby kan karaktäriseras som en sovstad till Kristianstad. Vid stranden ligger en badplats med bryggor och grillplats, där man kan se Balsberget på andra sida sjön.

## Befolkningsutveckling
| Befolkningsutvecklingen i Balsby 1960–2020 | Befolkningsutvecklingen i Balsby 1960–2020 | Befolkningsutvecklingen i Balsby 1960–2020 | Befolkningsutvecklingen i Balsby 1960–2020 | Befolkningsutvecklingen i Balsby 1960–2020 |
| ------------------------------------------ | ------------------------------------------ | ------------------------------------------ | ------------------------------------------ | ------------------------------------------ |
|                                            |                                            |                                            |                                            |                                            |
| År                                         |                                            |                                            | Folkmängd                                  | Areal (ha)                                 |
| 1960                                       | 1960                                       |                                            | 208                                        |                                            |
| 1965                                       | 1965                                       |                                            | 207                                        |                                            |
| 1970                                       | 1970                                       |                                            | 211                                        |                                            |
| 1975                                       | 1975                                       |                                            | 204                                        |                                            |
| 1990                                       | 1990                                       |                                            | 290                                        | 39                                         |
| 1995                                       | 1995                                       |                                            | 323                                        | 39                                         |
| 2000                                       | 2000                                       |                                            | 332                                        | 39                                         |
| 2005                                       | 2005                                       |                                            | 407                                        | 39                                         |
| 2010                                       | 2010                                       |                                            | 430                                        | 39                                         |
| 2015                                       | 2015                                       |                                            | 455                                        | 56                                         |
| 2020                                       | 2020                                       |                                            | 514                                        | 69                                         |
| Anm.: Ej tätort 1980.                      |                                            |                                            |                                            |                                            |